# Царёва, Валентина Георгиевна
Валенти́на Гео́ргиевна Царёва (5 декабря 1926, с. Плосково, Солигаличский район, Костромская область, РСФСР, СССР — 12 мая 2015, Санкт-Петербург, Российская Федерация) — советская лыжница, чемпионка мира 1954 года, заслуженный мастер спорта СССР (1954).

## Спортивная карьера
Лучшим результатом в карьере Валентины Царёвой стала победа в эстафетной гонке 3x5 км на чемпионате мира 1954 года в шведском Фалуне.
Чемпионка Всемирных универсиад (1951, 1953).
7-кратная чемпионка СССР (1950, 1951, 1952, 1953, 1955).
Победитель и призёр международных соревнований.
После завершения спортивной карьеры много лет преподавала в Ленинградском институте текстильной и легкой промышленности.

## Награды
- Орден «Знак Почёта» (27.04.1957) — «за успехи, достигнутые в деле развития массового физкультурного движения в стране, повышения мастерства советских спортсменов, и успешное выступление на международных соревнованиях»